# Samboridi
I Samboridi (in tedesco: Samboriden) o Casa di Sobiesław (in polacco: Sobiesławice) erano una dinastia regnante nella regione storica della Pomerelia. Furono documentati per la prima volta intorno al 1155 come governatori (princeps) nelle terre della Pomerania orientale al servizio della dinastia reale dei Piast della Polonia, e dal 1227 governarono come principi autonomi fino al 1294, momento in cui la dinastia si estinse. La successiva guerra per la successione tra la dinastia polacca dei Piast, il margraviato imperiale di Brandeburgo e lo Stato dell'Ordine Teutonico portò alla conquista teutonica di Danzica nel 1308.

## Geografia
Il territorio dominio della dinastia, la Pomerelia, corrispondeva all'incirca all'area dell'odierno Voivodato della Pomerania, nel nord della Polonia. I Samboridi del 1227 usavano il titolo latino medievale dux Pomeraniae; il loro Ducato di Pomerelia era quindi denominato "Ducato di Pomerania", anche se ad ovest c'era un omonimo Ducato di Pomerania, governato dal Casato di Greifen, che portavano anch'essi il titolo di "Duchi di Pomerania".
Nell'uso polacco, il termine Pomorze (Pomerania) tende ad essere associato all'intera striscia di terra sulla costa baltica tra il fiume Vistola a est e il fiume Recknitz a ovest. Fino alle invasioni germaniche, il termine era usato fino all'estremo ovest delle terre dei Morini). La distinzione si ottiene utilizzando l'espressione Pomorze Gdańskie (cioè "Pomerania-Danzica" o "Pomerania di Danzica") per Pomerelia e Pomorze Szczecińskie (cioè "Pomerania-Stettino" o "Pomerania di Stettino") per l'ex ducato dei Greifen, per i quali il titolo "Duca di Pomerania" e il termine "Ducato della Pomerania" sarebbero stati utilizzati esclusivamente dopo l'estinzione dei Samboridi.
Durante il regno del duca Swiętopełk II (anche citato come Zwantepolc o Swantopolk), i possedimenti dei Samboridi si estesero da Słupsk a ovest andando ad est attraverso il fiume Vistola, incluso Żuławy Gdańskie, e a sud confinavano con i ducati polacchi della Grande Polonia e della Cuiavia, con il fiume Noteć come confine.

## Origini
Il nome "Casa di Sobiesław" deriva dal duca Sobiesław I, amministratore dei duchi Piast della Grande Polonia in Pomerelia, mentre "Samboridi" deriva dal suo probabile figlio e successore, il duca Sambor I. Secondo la tradizione storiografia il primo princeps certo di Pomerelia fu Sambor, poiché i documenti relativi a Sobiesław I derivano dalla cronaca di Oliwa del XV secolo, considerata non affidabile. Gli storici polacchi tuttavia non condividono questa riserva e hanno usato il nome del padre come nome per la dinastia.
Durante la conquista delle terre della Pomerania tra il 1113 e il 1121, il duca polacco Boleslao III (Bolesław III Krzywousty) intorno al 1116 aveva stabilito governatori che amministravano le terre della Pomerania, probabilmente gli antenati di Sobiesław I. Un'affiliazione con i duchi Pomerania Siemosił e Świętobor o una relazione con il dinastia polacca dei Piast non fu mai stata stabilita in modo definitivo.
Il duca più importante fu Swiętopełk II che nella storia tradizionale casciuba porta il soprannome di "il Grande". Swiętopełk ricevette la Pomerelia come feudo dal suo sovrano, il granduca polacco Leszek I il Bianco della dinastia Piast nel 1216 o 1217. Forse agendo di concerto con il principe Piast Ladislao Odonic (Władysław Odonic) della Grande Polonia egli trasse beneficio della azione del suo alleato quando il granduca Leszek I e il duca Enrico I il Barbuto di Slesia furono rapiti e poi Leszek assassinato durante l'assemblea di Gąsawa nel 1227. In conseguenza a questo evento, Swiętopełk si dichiarò sovrano indipendente e dux della Pomerania.
Swiętopełk II era il più grande comandante militare della dinastia, avendo sconfitto vari eserciti di Piast, invasori prussiani, danesi, tedeschi e Greifen durante il suo lungo regno. Fu il primo sovrano polacco (slavo) che fu attivamente sfidato e combatté campagne militari contro l'Ordine Teutonico e molte volte aiutò i prussiani pagani contro l'Ordine e contro i principi Piast portando avanti campagne militari contro di loro. I suoi fratelli Sambor II e Ratibor cedettero alcuni dei loro possedimenti ai Cavalieri Teutonici permettendo allo Stato dell'Ordine di ottenere un primo importante punto d'appoggio sulla riva destra del fiume Vistola.
Il figlio di Swiętopełk e ultimo sovrano Samboride Mestwin II combatté vari popoli nemici e l'Ordine Teutonico. Per necessità durante la lotta per il trono, concesse alcune città ai margravi ascanidi di Brandeburgo ma riottenendole come feudo con il trattato di Choszczno nel 1269. Nel 1282 concluse un accordo di eredità a Kępno con il duca Przemysł II della Grande Polonia, re di Polonia dal 1295, che alla sua morte incorporò la Pomerelia nelle terre della corona polacca.

## Genealogia
1. Sobiesław I (Subislaw I), princeps di Pomerelia circa 1155–1177/79
  1. Sambor I, princeps di Pomerelia 1177/79–1205
    1. Sobiesław II (Subislaw II), morto circa nel 1217/23, sotto tutela
    2. figlio non identificato, morto giovane

  2. Mestwin I il Pacifico, princeps di Pomerelia 1205–1220
    1. Mirosława, ∞ Boghislao (Bogislaw) II, duca di Pomerania
    2. Swiętopełk II il Grande, princeps di Pomerelia dal 1220, Duca di Pomerelia a Danzica 1227-1266
      1. Euphemia, ∞ Jaromar II, Principe di Rugia
      2. Mestwin II, Duca di Pomerelia a Świecie dal 1255, ultimo Duca di Pomerelia 1270–1294, ∞ Jutta, figlia del conte Dietrich I di Brehna e Wettin
        1. Katharina, ∞ Duca Pribislaw II di Mecklenburg-Parchim, Signore di Białogard
        2. Euphemia, ∞ Conte Adolfo V di Holstein-Segeberg

      3. Giovanni, morto nel 1248
      4. figlia non identificata, ∞ Conte di Kevenberg non identificato
      5. Wratisław II, Duca di Pomerelia a Danzica 1266-1270

    3. Jadwiga (Edwige), ∞ Duca Ladislao Odonic della Grande Polonia
    4. Witosława, priora dell'abbazia di Żukowo
    5. Wratisław I, Duca di Pomerelia a Świecie 1227-1233
    6. Sambor II, Duca di Pomerelia a Lubiszewo (Liebschau) 1233–1269, ∞ Mechthild, figlia del principe Enrico Borwin II di Mecklenburg
      1. Sobiesław III (Subislaw III), morto nel 1254
      2. Margaret Sambiria, ∞ Re Cristoforo I di Danimarca
      3. Gertrude, non sposata
      4. Euphemia ∞ Duca Boleslao II di Slesia ("il Calvo")
      5. Salome ∞ Prince Ziemomysł di Cuiavia
      6. Jolanta (Jolanthe)

    7. Ratibor, Duca di Pomerelia a Białogarda 1233-1262